# William McCool
William Comeron McCool (23. září 1961 San Diego, Kalifornie, USA – 1. února 2003) byl americký vojenský pilot a astronaut, který zahynul na palubě raketoplánu Columbia.

## Životopis
Středoškolské vzdělání získal na Coronado High School v Lubbocku, pak pokračoval ve studiích na vysokých školách. Napřed na Námořní akademii v Annapolis (United States Naval Academy) aplikované přírodní vědy (zakončil roku 1983), pak na Marylandské univerzitě počítačové vědy (University of Maryland, College Park) – zdejší studium ukončil v roce 1985.
U armády působil jako vojenský pilot mj. na Whidbey Island s hodností h.Lieutenant Commander, poté se přihlásil k postgraduálnímu studiu leteckého inženýrství, které zdárně dokončil v roce 1992. Dále sloužil na letadlové lodi Enterprise.
V roce 1996 se přihlásil k NASA. Ve výcvikovém středisku Johnson Space Center v Houstonu prodělal v letech 1996-1998 výcvik a poté zde zůstal pět roků jako připravující se astronaut až do svého letu. Používal přezdívku Willie. Byl ženatý, jeho manželkou byla Leni R., rozená Vallejos.

## Let do vesmíru
Raketoplán Columbia odstartoval z mysu Canaveral v půli ledna, na první pohled bez zjevných problémů. Na palubě bylo sedm kosmonautů: Richard Husband, Michael Anderson, Kalpana Chawlaová, David Brown, Laurel Clarková, Ilan Ramon z Izraele a William McCool ve funkci druhého pilota. Během letu provedli 80 různých experimentů. Úspěch mise se však proměnil v katastrofu, když během přistávacího manévru se v atmosféře nad Texasem raketoplán rozpadl a celá posádka zahynula.
- STS-107 Columbia, start 16. ledna 2003, přistával 1. února 2003

McCoolovi bylo 41 roků, je registrován jako 427. člověk ve vesmíru.